# عبد الله كييتا
عبد الله كييتا (16 أغسطس 1990 بكليشي في فرنسا - ) (بالفرنسية: Abdoulaye Keita)‏ هو لاعب كرة قدم فرنسي ومالي في مركز حراسة المرمى. شارك مع منتخب فرنسا تحت 17 سنة لكرة القدم ومنتخب فرنسا تحت 19 سنة لكرة القدم. أما مع النوادي، فقد لعب مع جيروندان بوردو وVendée Fontenay Foot ‏.

## وصلات خارجية
- عبد الله كييتا على موقع الاتحاد الدولي (مؤرشف)  (الإنجليزية)
- عبد الله كييتا على موقع قاعدة بيانات كرة القدم.إي يو (الإنجليزية)
- عبد الله كييتا على موقع Soccerway.com (الإنجليزية)